# Marilyn McCoo

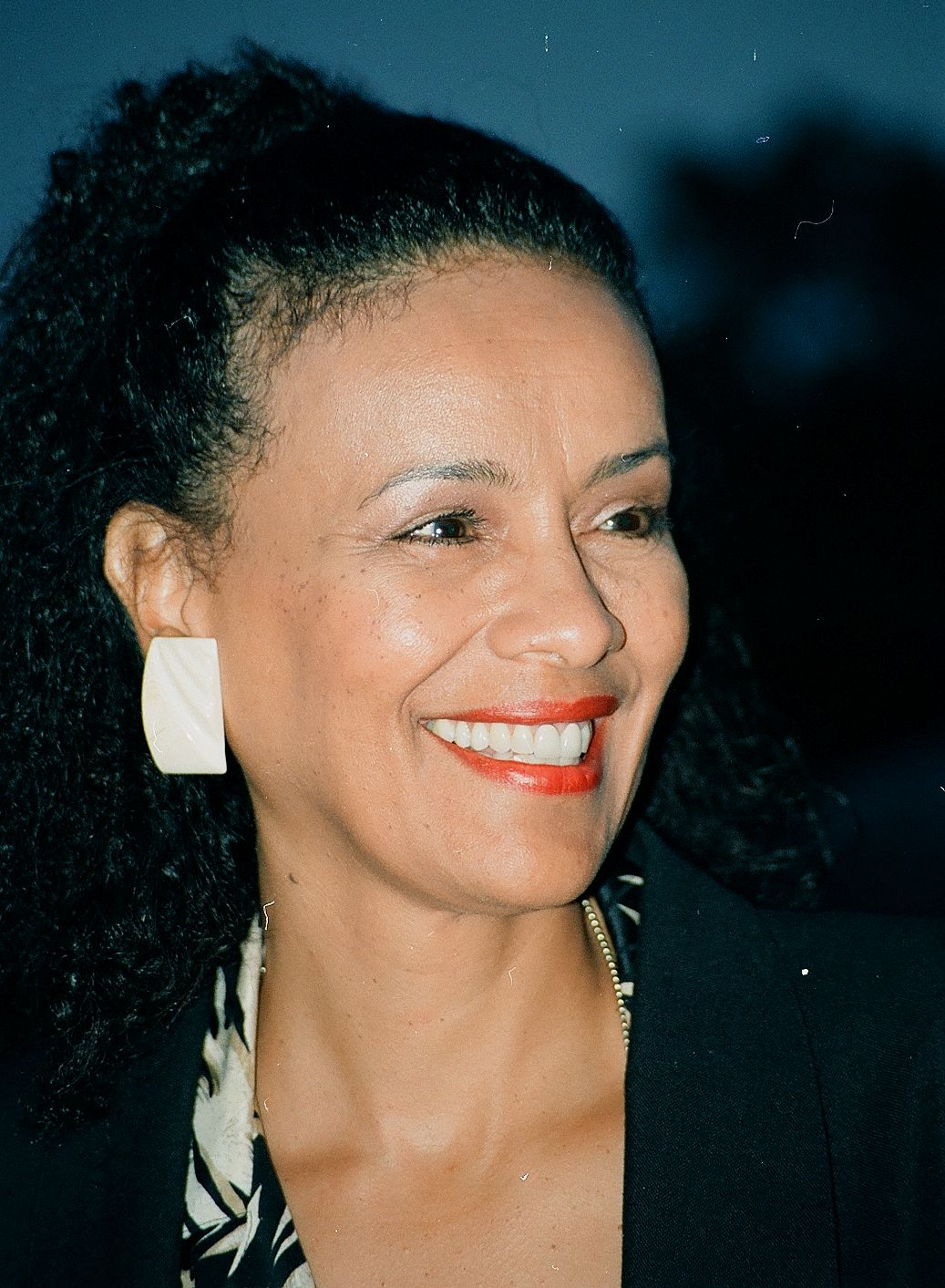
Marilyn McCoo (1996)

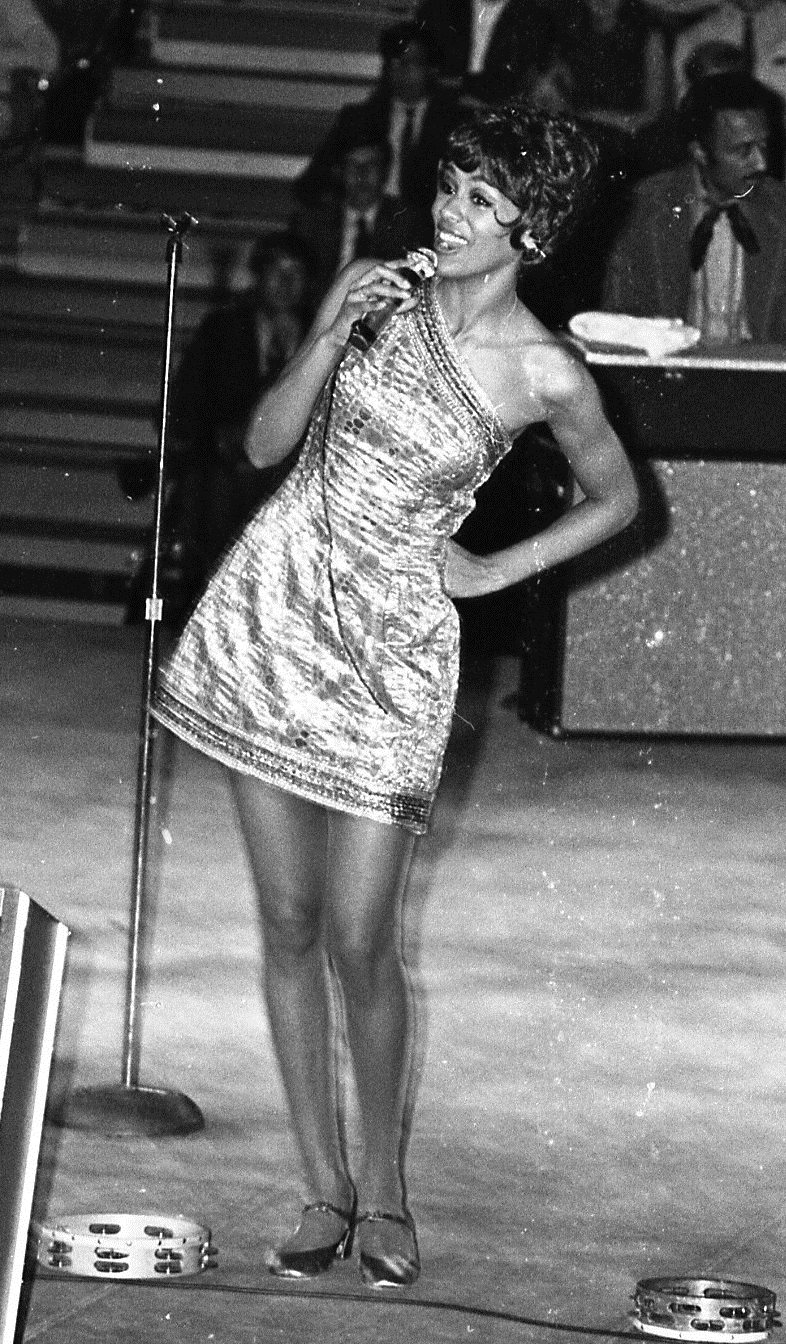
Marilyn McCoo bei einem Auftritt von The Fifth Dimension (1970)

Marilyn McCoo (* 30. September 1943 in Jersey City, New Jersey) ist eine US-amerikanische Sängerin, Schauspielerin und Moderatorin, die als Mitglied von The 5th Dimension bekannt wurde.

## Leben und Karriere
Marilyn McCoo wurde 1943 als eines von vier Geschwistern in Jersey City geboren. Ihre Eltern waren beide als Ärzte tätig. Im Alter von sieben Jahren zog sie mit ihrer Familie nach Los Angeles, wo sie Gesangs-, Tanz und Klavierunterricht nahm. Ihren ersten Auftritt hatte McCoo im Alter von fünfzehn Jahren in einer Talentshow von Art Linkletter. Nach ihrem Abschluss an der High School besuchte sie die University of California, Los Angeles. 1962 gewann sie den Titel der Miss Grand Talent bei dem Schönheitswettbewerb Miss Bronze California.
Anfang der 1960er-Jahre trat McCoo der Band The  Hi-Fi’s bei, die unter anderem als Vorgruppe bei Konzerten von Ray Charles auftrat. 1966 lernte sie den Musiker Billy Davis junior kennen, der im selben Jahr seine 1965 als The Versatiles gegründete Band in The Fifth Dimension umbenannte. McCoo trat der Band als Backgroundsängerin bei. Ihren ersten Erfolg hatte die Gruppe 1967 mit der Single Up, Up and Away, die Platz sieben der Billboard Hot 100 erreichte. Ihren größten Erfolg hatte The Fifth Dimension 1969 mit dem Medley Aquarius/Let the Sunshine In, das in mehreren europäischen Ländern sowie in Australien in die Top-10 der Charts kam und in den Vereinigten Staaten sechs Wochen lang auf Platz eins der Billboard Hot 100 stand.
In den 1970er-Jahren wurde McCoo die weibliche Leadstimme von The Fifth Dimension und löste in dieser Position ihre Bandkollegin Florence LaRue ab. 1975 verließ sie gemeinsam mit Billy Davis Jr. die Band, um gemeinsam mit ihm eine Solokarriere zu beginnen. Das Paar hatte bereits 1969 geheiratet. Das Duo stand bei ABC Records unter Vertrag und veröffentlichte 1976 sein Debütalbum mit dem Titel I Hope We Get to Love in Time. Dessen Singleauskoppelung You Don’t Have to Be a Star (To Be in My Show) erreichte im Januar 1977 Platz eins der Billboard Hot 100. 1978 veröffentlichte das Duo die Single Saving All My Love for You, die 1985 mit großem Erfolg von Whitney Houston gecovert wurde.
Neben ihrer Tätigkeit als Sängerin trat McCoo auch in mehreren Filmen und Fernsehserien auf, darunter von 1986 bis 1987 sowie erneut von 2019 bis 2020 als Tamara Price in insgesamt 25 Folgen der Seifenoper Zeit der Sehnsucht. 1985 war sie im Musikvideo zu Jeff Becks Ambitious zu sehen, zudem übernahm sie den Background-Gesang. Von 1981 bis 1984 und von 1986 bis 1988 moderierte McCoo die Musikshow Solid Gold. Sie ist mit ihrem Ehemann bis heute als Sängerin aktiv.

## Filmografie (Auswahl)
- 1970: Ihr Auftritt, Al Mundy (It Takes a Thief; Fernsehserie, eine Folge)
- 1978: Love Boat (The Love Boat; Fernsehserie, eine Folge)
- 1979: The Christmas Songs (Fernsehfilm)
- 1979: The Fantastic World of D.C. Collins (Fernsehfilm)
- 1984: The Gift of Song (Fernsehfilm)
- 1985: California Clan (Fernsehserie, zwei Folgen)
- 1985: Ein Colt für alle Fälle (The Fall Guy; Fernsehserie, eine Folge)
- 1986–2020: Zeit der Sehnsucht (Days of Our Lives; Fernsehserie, 25 Folgen)
- 1988: Punky Brewster (Fernsehserie, eine Folge)
- 1989: Meine Mutter ist ein Werwolf (My Mom’s a Werewolf)
- 1990: Harrys wundersames Strafgericht (Night Court; Fernsehserie, eine Folge)

## Diskografie (Auswahl)

### Alben
- 1976: I Hope We Get To Love In Time (US: Gold)
- 1983: Solid Gold
- 1991: The Me Nobody Knows
- 1994: White Christmas

### Singles
- 1976: I Hope We Get To Love In Time (mit Billy Davis junior)
- 1976: You Don’t Have To Be A Star (To Be In My Show) (mit Billy Davis junior)
- 1977: Your Love (mit Billy Davis junior)
- 1977: Look What You’ve Done To My Heart (mit Billy Davis junior)